# Batrachoseps minor
Batrachoseps minor é uma espécie de salamandra da família Plethodontidae.
É endémica dos Estados Unidos.
Os seus habitats naturais são: florestas temperadas.